# Astyloneura trefurthi
Astyloneura trefurthi is een vlinder uit de familie bloeddrupjes (Zygaenidae). De wetenschappelijke naam van deze soort is voor het eerst geldig gepubliceerd in 1914 door Gaede.
De soort komt voor in tropisch Afrika.